# Jan I. Tzimiskes
Jan I. Tzimiskes nebo také Jan Cimiskes (starořecky Ιωάννης Α΄ Τζιμισκής; pravděpodobně v roce 924 v Konstantinopoli – 10. ledna 976) byl byzantským císařem v letech 969 až 976. Ohledně původu jeho přízviska existují dvě teorie: přezdívka Tzimiskes pocházela buď z arménského slova čmškik (arménsky Չմշկիկ), což znamená „červená bota“, nebo z jiného arménského výrazu pro „malou postavu“.

## Tzimiskův původ a vojenská dráha
Tzimiskovo původní jméno bylo Jan Kurkuas (Ιωάννης Κουρκούας). Narodil se v roce 924 jako syn nejmenovaného člena rodu Kurkuů a sestry budoucího císaře, Nikefora II. Foky. Pozdější manželství s Marií Sklerovnou ho navíc spojilo s dalším vlivným rodem, Sklerů. Kurkuové i Fokové patřili mezi význačné kappadocké magnáty arménského původu a náleželi mezi nejmocnější příslušníky vznikající maloasijské vojenské aristokracie. Mnoho členů obou rodů se proslavilo jako vynikající velitelé armády.
Současníci popisovali Tzimiska jako muže spíše menší postavy. Se svými blonďatými vlasy, načervenalým vousem a modrýma očima byl prý velmi pohledný a oblíbený u žen. Zřejmě již v raném věku vstoupil do armády a sloužil pod velením svého strýce Nikefora Foky, který ho rovněž vzdělával ve vojenském umění. Z části díky svým konexím a částečně kvůli svým osobním schopnostem prodělal záhy závratnou kariéru. Dříve než dosáhl dvaceti pěti let stal se stratégem thematu Anatolikon.
Říše byla v této době v permanentní válce se svým východním sousedem, abbásovským chalífátem. Thema Anatolikon se stávalo častým cílem arabských vpádů, přičemž Tzimiskes se při obraně thematu mnohokrát projevil jako výtečný velitel. Během Nikeforova tažení proti Arabům podléhal Tzimiskes a jeho vojáci Fokovu velení. Nikeforos Fokas zvítězil v řadě bitev a posunul hranice říše dále na východ, přičemž obsadil na šedesát měst, včetně Aleppa. V roce 962 Abbásovci nabídli Byzantincům velmi výhodné příměří, které zabezpečilo mír na několik příštích let. Tzimiskes se během války proslavil jak po boku svého strýce, tak při osobním velení vojsku. Byl populární mezi vojáky a získal skvělou reputaci svojí rozhodností během bitev, kterou často získával vítězství na svou stranu.
Po smrti císaře Romana II. v roce 963, nabádal svého strýce, aby se zmocnil trůnu. Poté, co dopomohl Nikeforovi II. k moci, pokračoval v obraně východních provincií říše. Výborné vztahy s Nikeforem však byly záhy zkaleny intrikami, v jejichž důsledku byl Tzimiskes zbaven velení a upadl u císaře v nemilost. V reakci na to Tzimiskes společně se svojí milenkou, císařovnou Theofano, naplánoval proti císaři spiknutí. Theofano si již dříve svého druhého manžela zošklivila kvůli jeho nevábnému zevnějšku. 11. prosince 969 Tzimiskes pronikl do císařského paláce a Nikefora usmrtil.

## Císařem
Již brzy po vykonání tohoto zločinu se Tzimiskes stal císařem. Předtím byl však neohroženým konstantinopolským patriarchou Polyeuktem obviněn z věrolomnosti a vraždy a jako důkaz kajícnosti patriarcha požadoval, aby se císař stranil svých zločinných druhů a především aby zapudil císařovnu Theofano. Císařovna, která již dvakrát porušila posvátnou manželskou přísahu, doufala nyní ve svatbu s Tzimiskem, avšak nakonec byla odstavena do kláštera.
Po své korunovaci v prosinci 969 vyslal císař svého švagra Bardu Sklera k potlačení vzpoury generála Bardy Foky, který toužil nastoupit na trůn po svém strýci Nikeforovi. K zajištění svého postavení se Tzimiskes oženil s Theodorou, dcerou císaře Konstantina VII. Tzimiskes pak aspoň částečně odčinil svoji uzurpaci energií, kterou vynaložil na odrážení útoků zahraničních nepřátel říše.

## Války s Rusy a Araby

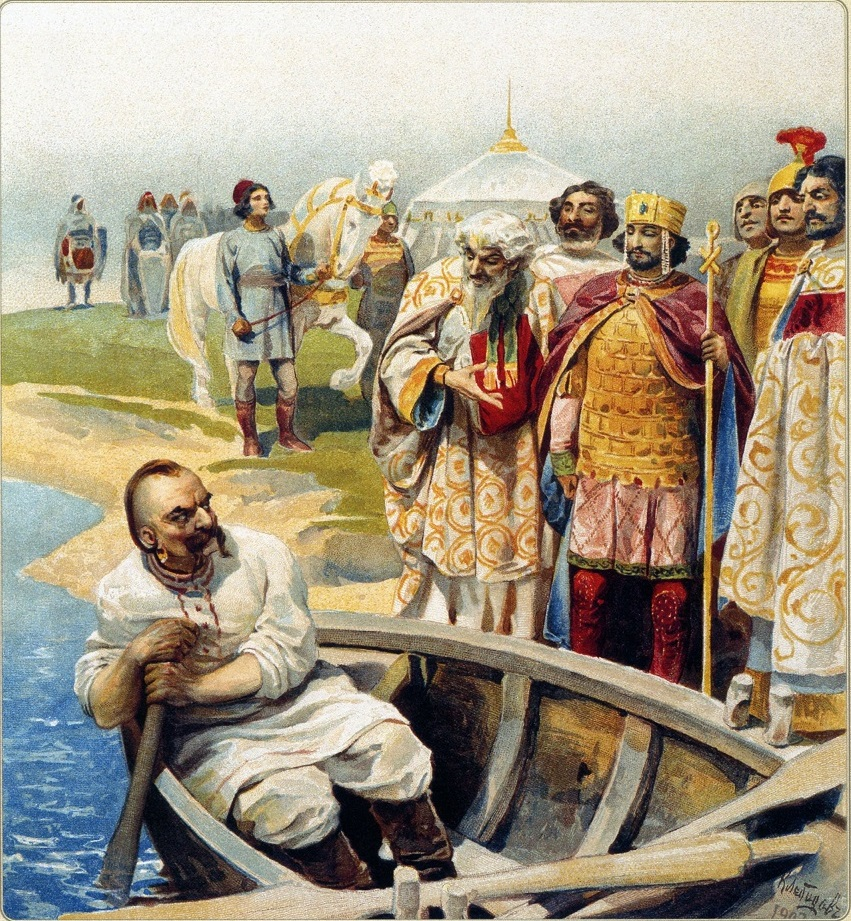
Setkání Svjatoslava I. s Janem Tzimiskem

Podobně jako Nikeforos, pokračoval i Tzimiskes během své vlády ve válkách proti sousedním státům. Císařovým snem byla územní obnova východního impéria (restauratio imperii). Přirozeně se jen stěží mohl vyrovnat Justinianovým úspěchům, nicméně předchozí léta jasně ukázala, že Arabové už nejsou tím někdejším obávaným protivníkem Byzance. Nejprve však císař musel věnovat svoji pozornost Bulharsku, kde se během vlády Nikefora II. pevně usadili Rusové a ohrožovali odtud i byzantské území. V sérii tažení proti kyjevskému knížeti Svjatoslavi I. se Tzimiskovi podařilo vypudit Rusy z Thrákie. Následně překročil pohoří Haemus a na Dunaji oblehl pevnost Dorostolon. V několika krvavých bitvách pak Svjatoslava úplně porazil. Území východního Bulharska a Dobrudži tak byla po několika staletích opět připojena k byzantské říši.
Po návratu do Konstantinopole oslavil císař triumf, během kterého byl předveden zajatý bulharský car Boris II. Bulharsko bylo prohlášeno za dobyté. Tzimiskes pokračoval v zajištění severní hranice, když nechal do Thrákie přesídlit několik tisíc paulikiánů, které podezříval ze sympatizování s Araby.
V roce 972 se znovu obrátil proti Abbásovcům a jejich vazalům a zahájil invazi do horní Mezopotámie. Dobytí Antiochie, jednoho z nejvýznamnějších měst staré římské říše, otevřelo Byzantincům bránu do Sýrie. Během kampaně v roce 975 dobyl císař Emesu, Baalbek a Damašek. Vrchol vojenských tažení na východě však měl teprve přijít. Na konci téhož roku pronikl Tzimiskes do Palestiny, kde se zmocnil Nazaretu a důležitých přístavů – Akkonu, Caesarei Maritimy a Tripolisu . Konec arabské vlády v Sýrii se zdál neodvratný. Od obsazení Jeruzaléma ale císař upustil kvůli příliš protaženým zásobovacím liniím. Přesto Byzanc znovu ovládla téměř polovinu někdejšího ztraceného východního území. Tyto fantastické úspěchy jasně potvrzovaly, že byzantská říše zažívala tehdy období nového rozmachu. Zároveň ale také odhalovaly míru úpadku arabské moci. Po návratu z východu však císař na vrcholu své moci 10. ledna 976 zemřel. Příčinou jeho smrti byl pravděpodobně tyfus[nepřesný odkaz].

## Vnitřní a vnější politika
Ve vnitřní politice se Tzimiskes musel potýkat se stigmatem svého násilného způsobu převzetí moci. Kromě toho byl podobně jako jeho předchůdce pouze zástupcem nezletilých synů Romana II., kterým císařská koruna oficiálně náležela. Pod tlakem patriarchy byl nucen odvolat některá nařízení svého předchůdce týkající se církve. Vůči maloasijským magnátům, kteří vystupovali proti centrální moci, si vedl úspěšněji.
V zahraniční politice se mu podařilo se usmířit s Otou I., když v roce 972 poslal na západ svoji neteř Theofano, která se provdala za Otu II. Napjaté vztahy mezi oběma říšemi se tím značně uvolnily. Díky jeho úspěchům proti Kyjevské Rusi v Bulharsku a proti Arabům na východě se Byzanc, kdysi tak katastrofálně zasažená islámskou expanzí, ocitla opět na vrcholu své moci.

## Hodnocení
Jan I. Tzimiskes byl nepochybně velkým vojevůdcem. Společně se svým předchůdcem Nikeforem II. přispěl k tomu, že Byzanc dosáhla nového období lesku a slávy. Dodnes je pokládán za jednoho z nejúspěšnějších byzantských císařů, který ovšem stojí tak trochu ve stínu svého nástupce Basileia II. Bulharobijce. Největší skvrnou na jeho panování jsou především hanebné okolnosti jeho uchvácení moci. Zavraždění předchozího císaře, který byl nadto jeho příbuzným a učitelem, kalí celkem pozitivní hodnocení jeho vlády.